# Rudolfsheim-Fünfhaus

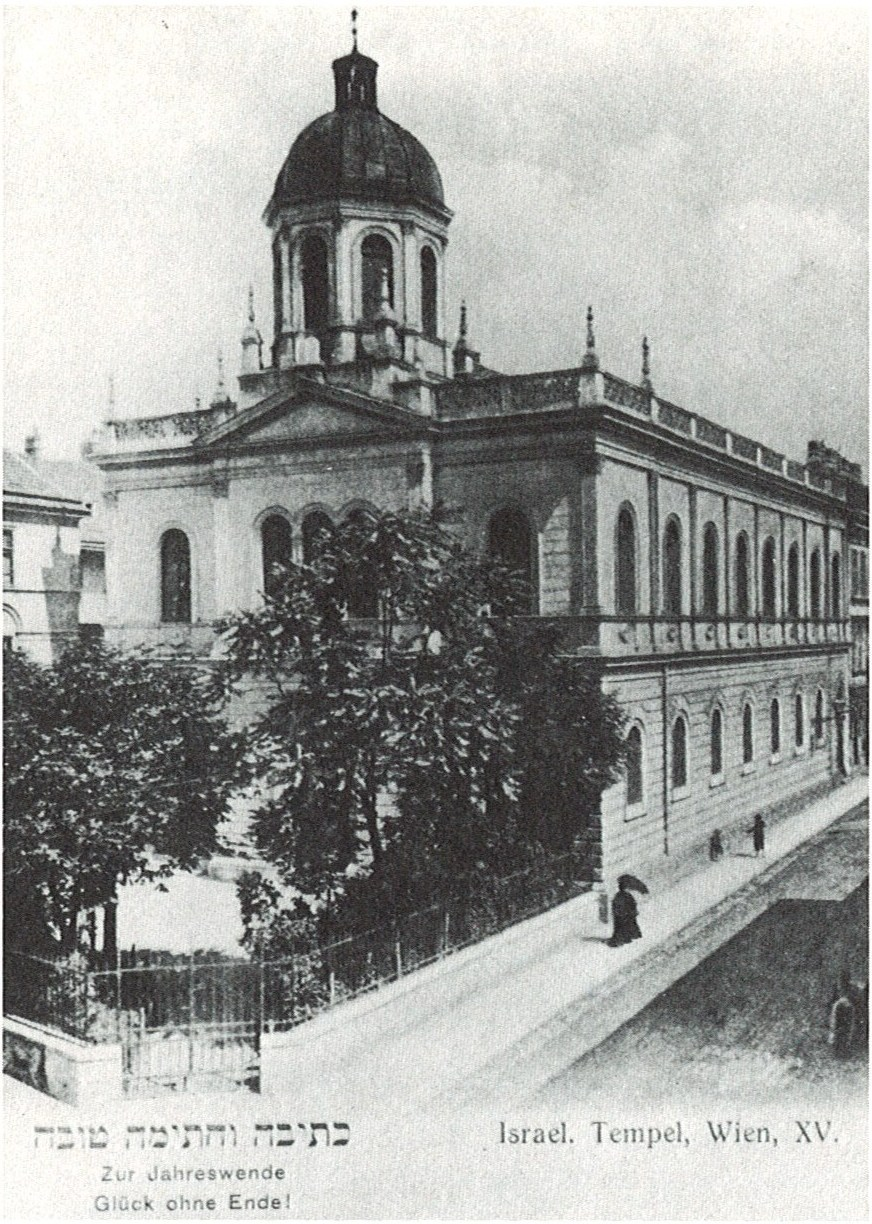
Synagogue de la Turnergasse (1872-1938).

Rudolfsheim-Fünfhaus est le quinzième arrondissement de Vienne.

## Situation

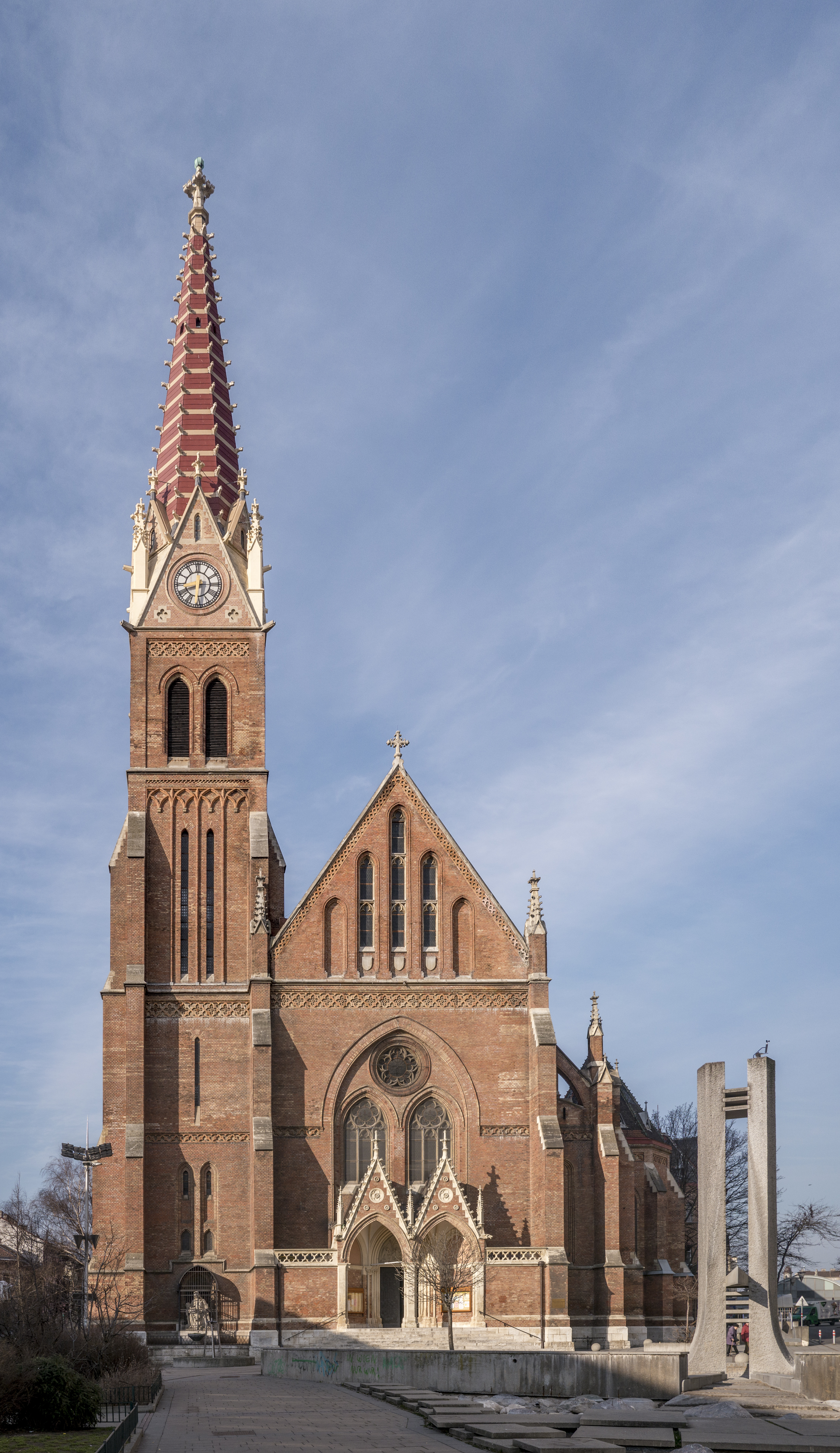
L'église paroissiale Maria der Königin der Märtyrerde Rudolfsheim est une église catholique romaine située dans le 15e arrondissement de Vienne.

Rudolfsheim-Fünfhaus confine aux communes de Neubau et Mariahilf à l'Est, de Meidling et Hietzing au Sud, de Penzing à l'Ouest et d'Ottakring au Nord. La limite Nord de la commune suit la Gablenzgasse. La limite Est suit le Neubaugürtel, le Mariahilfergürtel et le Sechshausergürtel. La limite Sud suit la Linke Wienzeile. La limite Ouest, moins rectiligne, passe principalement par la Schloßallee, la Mariahilferstraße, la Johnstraße et la Hütteldorferstraße.

## Histoire
Après la Bataille de Vienne de 1683 apparurent sur le territoire de la commune les villages de Reindorf (mentionné pour sa part dès 1411), Braunhirschen et Rustendorf, qui formèrent à partir de 1863 la commune de Rudolfsheim, nommée ainsi en l'honneur du prince héritier Rodolphe. À l'est et au sud de Rudolfsheim se trouvaient les communes de Fünfhaus et Sechshaus. La région entière fut bâtie au XIXe siècle. Les trois communes furent rattachées à Vienne en 1890 : Rudolfsheim, à laquelle on adjoint Sechshaus, devint la quatorzième commune de Vienne et Fünfhaus la quinzième. Les deux communes furent enfin fondues en 1938 et la nouvelle entité reçut en 1957 son nom actuel.